# 小豆島大観音
小豆島大観音佛歯寺（しょうどしまだいかんのんぶっしじ）は、香川県小豆郡土庄町にある寺院。本尊は聖観世音菩薩。

## 概要
スリランカの仏教聖地、キャンディに位置する佛歯寺（ダラダー・マーリガーワ寺院）から1985年に釈迦の犬歯を寄贈されたのをきっかけに、大観音像を建立。1994年に竣工、1995年に公開された。大観音像の高さは明らかにされていないが、約50～60mといわれる。胎内には本尊をはじめ、寄贈された約1万体の胎内仏が並ぶ。エレベーターで胎内を登ると、仏歯を納めた仏歯の間に至る。ここからは瀬戸内海や岡山港を望むことができる。大観音像以外に、目立った堂宇は置かれていない。

## 行事
- 1月元旦 - 正月初祈祷
- 土用期間中 - きゅうり加持
- 7月 - 夏の大祭
- 12月 - 大供養会

## アクセス
- 土庄港から北東へ約6km
- 小豆島オリーブバス 馬越にて下車
- 香川県道26号土庄福田線沿い